# Граф Данбар
Граф Данбар (англ. Earl of Dunbar) — шотландский титул, который носили представители рода Данбаров. Также использовались альтернативные титулы граф Лотиана (англ. Earl of Lothian) и граф Марч (англ. Earl of March).

## История титула
Графы Марч на шотландской границе возводили своё происхождение к графу Нортумбрии Госпатрику. Изгнанный из своих владений, Госпатрик бежал в Шотландию, где король Малькольм III, предоставил ему обширные земельные владения в Лотиане и Пограничье с центром в Данбаре, которые до конца X века входили в состав королевства Нортумбрии, после чего перешли под власть шотландцев. Потомки Госпатрика получили титул графов Данбара и доминировали в юго-восточной Шотландии на протяжении нескольких веков, вплоть до середины XIII века. В марте 1290 года актом парламента за графом Патриком IV Данбаром, бы признан титул графа Марч. С этого времени титул «граф Марч» стал использоваться как альтернатива титулу «граф Данбар».
В 1400 году король Шотландии Роберт III лишил Джорджа I Данбара, 10-го графа Марча, титула, однако в 1409 году при поддержке Роберта Стюарта, герцога Олбани, регента Шотландии в это время, Джордж был восстановлен в правах. Однако в конце 1434 года король Шотландии Яков I объявил это восстановление титула незаконным, поскольку по его мнению герцог Олбани превысил полномочия. Хотя Джордж II Данбар, 4-й граф Марч, и получил возможность защищаться в суде пэров, в январе 1435 году все его титулы и владения Данбаров были конфискованы, а сам Джордж II с семьёй был вынужден перебраться в Англию.
3 июля 1605 года титул был воссоздан для Джорджа Хоума, 1-го лорда Хоума из Бервика. Но он не оставил наследников, после его смерти в 1611 году титул исчез как выморочный.
Также существовали титулы «Лорд Данбар» и «Виконт Данбар».

## Графы Данбар

### Графы Данбар, 1-я креация
Графы Лотиана
- ок. 1115—1138: Госпатрик II (ум. ок. 22 августа 1138), граф Лотиана с ок. 1115, сын графа Нортумбрии Госпатрика (I)
- 1138—1166: Госпатрик III (ум. 1166), граф Лотиана с 1138, сын предыдущего

Графы Данбар
- 1166—1182: Вальтеоф (ум. 1182), граф Лотиана с 1166, по своему замку получил титул «граф Данбар», сын предыдущего
- 1182—1232: Патрик I (1152 — 31 декабря 1232), граф Данбар с 1182, сын предыдущего
- 1232—1248: Патрик II (ум. 1248), граф Данбар с 1232, сын предыдущего
- 1248—1289: Патрик III (ок. 1213 — 24 августа 1289), граф Данбар с 1248, сын предыдущего

Графы Марч
- 1289—1308: Патрик IV (ок. 1242 — 10 октября 1308), граф Данбар с 1289, 1/8-й граф Марч с 1290, сын предыдущего
- 1308—1368: Патрик V (ок. 1285 — 11 ноября 1368), 2/9-й граф Марч с 1308, сын предыдущего
- 1368—1420: Джордж I (ок. 1336—1420), 12-й лорд Анадейл 1369—1401, лорд Бардольф 1402—1409, 3/10-й граф Марч в 1368—1400, 1409—1420, внучатый племянник предыдущего
- 1420—1435: Джордж II (ок. 1370—1455/1457), 4/11-й граф Марч в 1420—1435, сын предыдущего

В 1435 году титул граф Марч был конфискован королём Шотландии.

### Графы Данбар, 2-я креация (1605)
- 1605—1611: Джордж Хоум (ум. 20 января 1611), 1-й лорд Хоум из Бервика с 1604, 1-й граф Данбар с 1605

### Титулярные графы Данбар
После смерти Джорджа Хоума, 1-го графа Данбар, на титул граф Данбар претендовали:
- Джон Хоум (ум. после 23 августа 1628), 2-й граф Данбар де-юре, брат Джорджа Хоума, 1-го графа Данбар. Умер бездетным.
- Джордж Хоум (ум. 1637), 3-й граф Данбар де-юре, сын Александра Хоума, брата Джорджа Хоума, 1-го графа Данбар.
- Александр Хоум (ум. 1675), 4-й граф Данбар де-юре с 1637, сын предыдущего. Утверждал, что получил подтверждение титула от короля Карла II, однако официального подтверждения не существует.
- Александр Хум из Мандерстоуна (1651 — 4 января 1720), 5-й граф Данбар де-юре с 1675, капитан кавалерии, сын предыдущего. Перебрался в Голландию, получил подтверждение титула от короля Вильгельма III Оранского. Однако неизвестно, пользовался ли Александр этим титулом.
- Леонард Хум, 6-й граф Данбар де-юре с 1720, сын предыдущего
- Андрес Хум (1738 — ?), 7-й граф Данбар де-юре, сын предыдущего

Также на титул неудачно претендовали другие представители дома Хоумов.
В 1721 году Джеймс Фрэнсис Эдуард Стюарт «Старый претендент» даровал титул графа Данбар Джеймсу Мюррею (ок. 1690—1770), второму сыну Джеймса Мюрея, 2-го виконта Стормонта.